# ریشارد کولیچ
ریشارد کولیچ (انگلیسی: Richard Kolitsch; ۲۴ اکتبر ۱۹۸۹ – ۲۳ مهٔ ۲۰۱۴) بازیکن فوتبال اهل آلمان بود.
از باشگاه‌هایی که در آن بازی کرده‌است می‌توان به باشگاه فوتبال کارل زایس ینا اشاره کرد.